# Skurcza
Skurcza – wieś sołecka w Polsce położona w województwie mazowieckim, w powiecie garwolińskim, w gminie Wilga. Wieś położona jest nad Wisłą w odległości ok. 5,5 km od Wilgi. Leży przy drodze wojewódzkiej nr .
| SIMC    | Nazwa   | Rodzaj     |
| ------- | ------- | ---------- |
| 0694089 | Komisja | przysiółek |

W latach 1975–1998 miejscowość administracyjnie należała do województwa siedleckiego.
Wierni Kościoła rzymskokatolickiego należą do parafii Wniebowzięcia Najświętszej Maryi Panny w Wildze.

## Historia
W czasie II wojny światowej w tych okolicach trwały walki między armią niemiecką a Armią Czerwoną o utworzenie przyczółka na Wiśle. We wsi Skurcza przebywał gen. Wasilij Czujkow dowódca 8 Gwardyjskiej Armii i po przebraniu się w chłopskie ubrania razem z innymi oficerami poszedł nad Wisłę, aby sprawdzić możliwość forsowania rzeki. Nieopodal wsi (jadąc drogą 801 w kierunku wsi Wilga (gmina)) znajduje się skansen bojowy oraz rekonstrukcja mostu służącego w czasie wojny do przepraw przez Wisłę. Obecnie w skansenie znajduje się m.in. 122 mm haubica wz. 1938 (M-30) oraz dwa inne działa.
Na betonowej drodze między pomnikiem a mostem znajdują się głazy z wykutymi nazwami oddziałów budujących most.
Lista oddziałów (zgodnie z napisami na głazach):
- I Batalion Saperów I Warszawskiej Dywizji Piechoty im. T. Kościuszki
- 2 Batalion saperów 2 Dywizji Piechoty im. H. Dąbrowskiego
- 6 Samodzielny Batalion Pontonowo – Mostowy
- 7 Samodzielny Zmotoryzowany Batalion Saperów
- 2 Samodzielny Batalion Drogowy
- 3 Samodzielny batalion Mostowy
- 8 Batalion Saperów 1 Brygady Saperów
- 9 Batalion Saperów 1 Brygady Saperów
- 10 batalion Saperów 1 Brygady Saperów
- 11 Batalion Saperów 1 Brygady Saperów
- 1 Dywizja Artylerii Przeciwlotniczej w składzie 15, 16, 17 i 18 Pułk Artylerii Plot, 1 Samodzielny Dywizjon Artylerii Przeciwlotniczej

We wsi znajduje się także cmentarz wojenny i pomnik upamiętniający poległych tutaj żołnierzy armii rosyjskiej i niemieckiej, w których służyło wielu Polaków, z okresu I wojny światowej

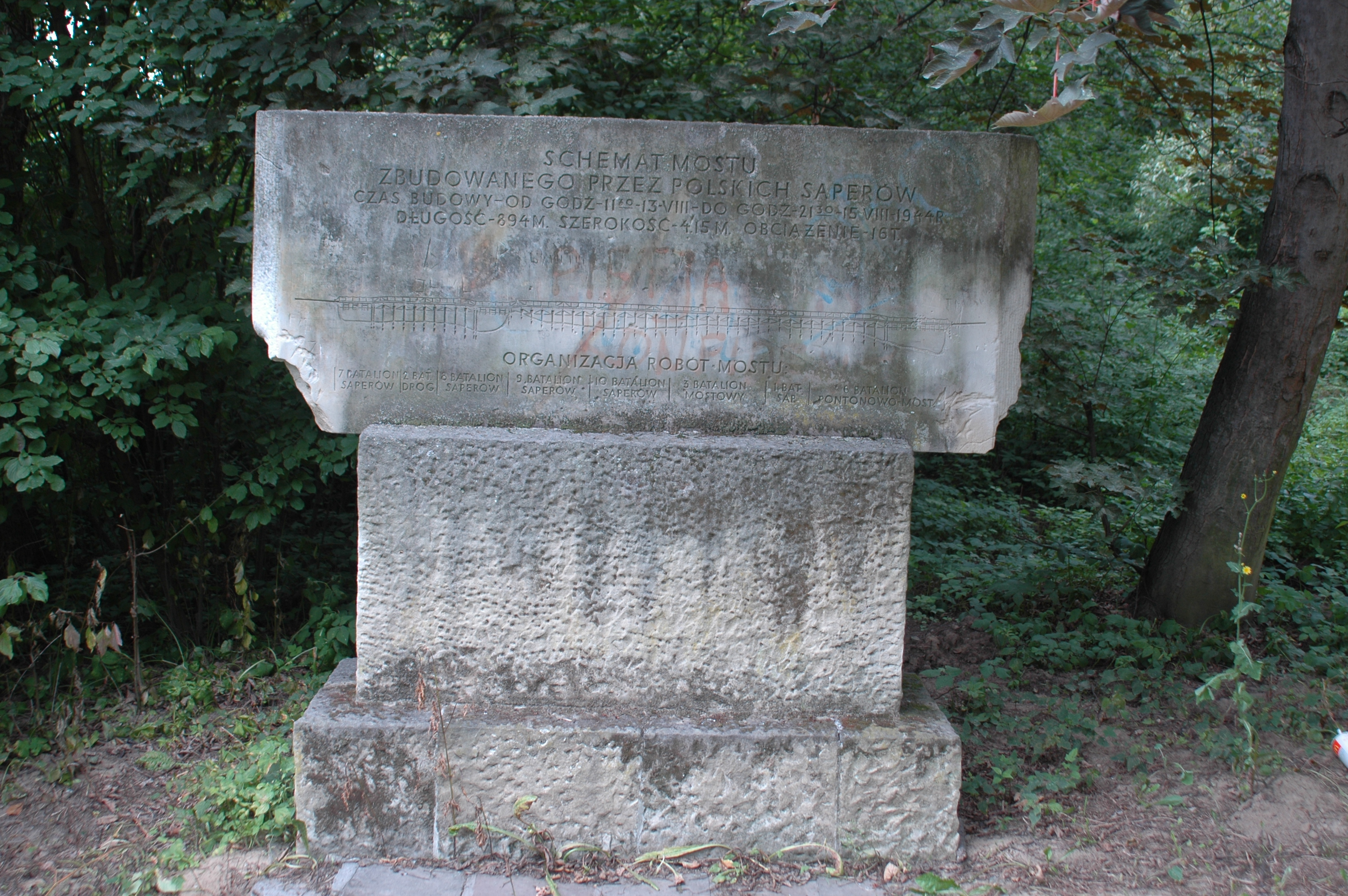
Schemat mostu zbudowanego przez polskich saperów. Czas budowy – od 11:30 13.08 do 21:30 15.08.1944 r. Długość: 894; szerokość: 4,15 m; obciążenie: 16 ton.
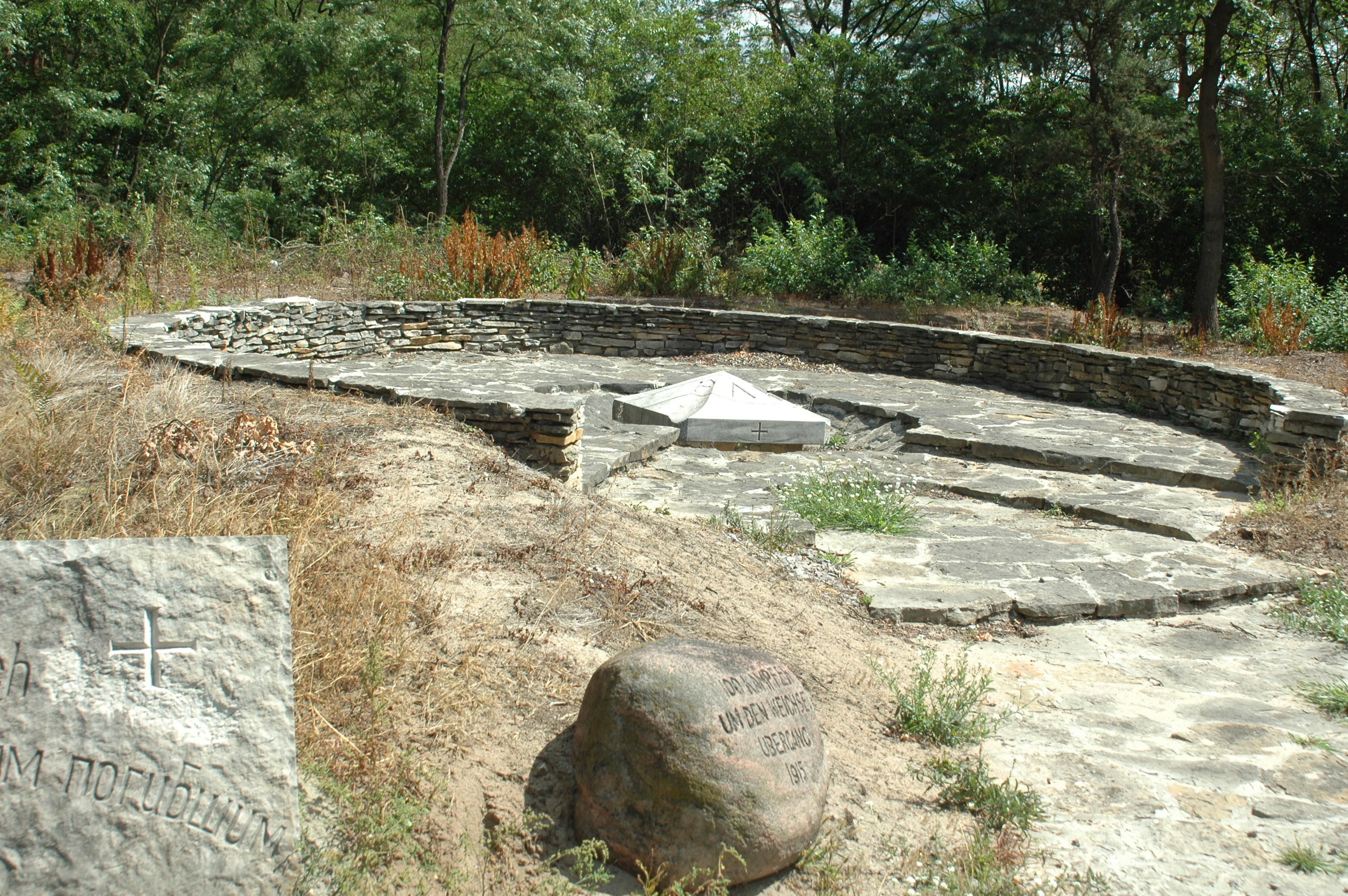
Cmentarz żołnierzy poległych w I wojnie światowej w latach 1914–1918